# Zsigmondy Vilmos Gimnázium és Informatikai Szakközépiskola
A dorogi Zsigmondy Vilmos Gimnázium (korábban Dorogi Gimnázium, Kelen Jolán Gimnázium) a város egyetlen középfokú oktatási intézménye 1969 óta. 4 évfolyamon három osztályban folyik az oktatás. Az általános gimnáziumi osztály mellett emelt idegen nyelvi gimnáziumi osztály és szakközépiskolai informatikus képzés is színesíti az iskola képzési palettáját, ezek mellett ECDL vizsgáztatóhely is. Az intézmény 2003 óta viseli Zsigmondy Vilmos bányamérnök nevét.

## Története
A gimnázium 1969-ben kezdte meg működését a Kádár-korszakra jellemző új, kétemeletes épületben a város geometriai középpontjában található Otthon téren. Gimnáziumi oktatás azonban már 1965-től folyt Dorogon, ekkor még a Zrínyi Ilona Általános Iskola épületében, a tanárok pedig az esztergomi Szent István Gimnáziumból jártak ki tanítani. Több tényező miatt döntöttek a gimnázium alapítása mellett, egyrészt gimnazista korba érkeztek a Ratkó-gyerekek, másrészt Dorog a környező településekről (volt Dorogi járás) jobban megközelíthető mint Esztergom (az iskola közvetlen a vasútállomás mellett, 5 percre a városközponti buszmegállóktól épült fel a dorogi nagy lakótelepek közvetlen közelében). Az első tanévben (1969-1970) még csak 147 diákja volt, a felsősök a Zrínyi iskolából kerültek át. A tanári kar nagy részét Esztergomból helyezték át, ezzel egy időben a Szent István Gimnáziumban megszűnt a gimnáziumi képzés, ezt kisebb viták követték, sokan ellenezték egy önálló gimnázium alapítását a hagyományosan a környék iskolavárosának számító Esztergom mellett. 1971-ben indult a német nyelvi tagozatos osztály, a következő tanévtől az óvónőhiány miatt az óvónői szakképzés, ez 1982-ig tartott. Ekkortól csak gimnáziumi képzés folyt. Az 1990-es években nagyon sikeres volt a humán-reál tagozat. 1992-től oktatnak informatikát, az informatikus szakképzés 2001-ben indult. Az ezredfordulón még csak 297 diák tanult az intézményben, azóta a tanulólétszám folyamatosan növekszik, részben az oktatási trendek változásának, részben a környék viszonylag kedvező demográfiai helyzetének köszönhetően (például a 13 km-re található Piliscsaba lakosságszáma a rendszerváltozás óta majdnem megduplázódott, illetve a környék ipari parkjaiban található munkahelyek miatt sok középkorú telepedett le, akiknek főleg gimnazista korú gyerekeik vannak). A továbbtanulók aránya korábban 40-50% volt, ma ez az arány magasabb és folyamatosan javul.
Az iskola fenntartója 1969 és 1983 között a megyei tanács, 1983-tól 1996-ig Dorog város tanácsa/önkormányzata volt. 1996-tól az épület tulajdonosa a dorogi önkormányzat, az intézmény fenntartója a megyei önkormányzat. 1996 és 1998 között az épület belső részeit teljesen felújították a fűtési rendszerrel együtt és lecserélték a lapostető szigetelését is. Az épület homlokzatának felújítása még várat magára.